# 風向新聞
風向新聞（英語：Kairos.news）是一家台灣網路媒體，成立於2015年，隸屬社團法人中華愛傳資訊媒體發展協會，具有基督新教色彩。其前身是紙本雜誌「Kairos大學誌」。

## 經營信念
風向新聞的使命是「善用資訊媒體，傳遞正確的家庭價值」，異象是「成為台灣在家庭議題上最有影響力的媒體」。風向新聞期望將他們認為是正確的家庭價值，透過資訊媒體向社會大眾作有效的信息傳遞。 
風向新聞的官網宣稱，他們不喜歡「腥羶色、仇恨、謊言」的媒體文化，重視媒體對年輕人和家庭的影響。所以會用直播、節目、新聞報導、出版書籍等方式，期望對國家社會發生積極、正面的影響力。

## 報導項目

### 發展綜合新聞
新聞類別有政治、健康、生活、公益、娛樂。

### 關注兒少議題
新聞主題有虐童、教育、墮胎、未婚懷孕、性別認同、校園毒品、校園霸凌、兒少健康、性病防治、網路色情、網路成癮、兒少性交易。

### 提昇健康意識
因為台灣步入高齡社會，隨著台灣社會健康意識的提升，關注癌症、失智、糖尿病、性傳染病、愛滋防治等主題。

### 倡議家庭價值
新聞主題包括育兒、少子化、新住民、戀愛交友、愛家運動、家庭教育、夫妻關係、親子關係、家庭暴力、單親家庭、家庭貧窮、隔代教養、老人照護、家庭政策、家庭公共參與。

## 歷史
2015年，Kairos News風向新聞由雜誌，轉型為網路新聞媒體，發展綜合報導。
2016年，風向新聞與新浪網、yahoo、Google建立新聞供稿平台，並且開發手機APP、建立Line生活圈，並開辦第一個網路節目「風向新聞全民開講」，主持人為秘書長曾獻瑩。
2017年，供稿給PChome新聞。
2019年9月，官方Line帳號訂閱人數超過2萬；出版亞洲第一本跨虹者專書《同性戀是不是天生的？》，內容採訪15位跨虹者（rainbow-crosser，或稱後同性戀）。

## 評價

### 2016年
- 2016年11月5日，跨性別運動者吳馨恩在關鍵評論網發表《風向新聞『腥羶色』之外，同志大遊行中的反暴力訴求》，批判風向新聞的報導《『18禁！』情慾流動很爽？ 同志大遊行不能戳的秘密》[6]，文中只呈現同志遊行中腥羶色的畫面，卻不見遊行現場其他的多元訴求（例如吳馨恩在遊行中的訴求：「性別錯稱就是性騷擾」、「終止強暴文化」等），顯然是刻意讓大眾片面接收同志遊行的資訊。[7]
- 2016年11月23日，跨性別運動者吳馨恩在臉書再次抗議風向新聞，吳不滿風向的〈公廁暗藏危機 澳5歲女童誤闖男廁被性侵〉報導[8]，抄襲和超譯其於《台灣蘋果日報》的投書〈「廁所暴力」是女性與跨性別的不幸〉[9]，令原作者覺得是在「消費無關跨性別的性侵新聞反跨性別權益。[10]

### 2017年
- 2017年1月3日，國立中山大學生物科學系教授顏聖紘（出櫃男同志[11]）於臉書評論風向的《加州通過兒童賣淫合法 新法案2017年上路》新聞，顏教授引用美國媒體NBC的報導，批評風向新聞的下標「兒童賣淫合法」，會造成恐慌，並捏造「政府推動性開放」的資訊。他認為風向新聞是「惡意媒體」，這個媒體「把大眾當白癡，有憑有據的東西都可以被它們把白的講成黑的」。[12]另一方面，有論者於網路平台發表〈「加州兒童賣淫合法化」的報導並非空穴來風 而是有憑有據〉，分析美國共和黨議員的媒體投書，以及保守派媒體的政治光譜後，指出整件事情的爭議，在於人們對於這部法案的評價有所不同，導致同一個法案在媒體上有不同的詮釋。當風向新聞引述的是保守派媒體的外電報導，人們可引述親民主黨媒體NBC的新聞，作為攻擊該媒體的素材。[13]。
- 2017年3月11日，風向新聞記者李遊博刊出報導「爆名醫到處教導娛樂性用藥 滿天星：沒有觸法問題嗎？」[14]，內容引述滿天星素人連線的說法，指控榮總名醫顧文瑋到處宣傳毒品、教大學生該如何使用毒品。衛生福利部於其官網公告嚴正駁斥，詳述講座內容談及「什麼是娛樂性藥物？」以及「臺灣對於娛樂性用藥的法規與刑責？」等內容。[15]
- 2017年4月6日，風向新聞記者謝婷婷刊出報導「聯合國LGBT專家推廣同志文化 鼓勵變性、人獸交、戀童合法」[16]，引述阿根廷《布宜諾斯艾利斯先驅報》（Buenes Aires Herald）報導、《新美國人》（The New American）專文[17]，聲稱聯合國LGBT專家 Vitit Muntarbhorn「鼓勵該國設立『多樣式性的政策』，包含以法律承認變性、人獸交、戀童等多樣性癖好，打破傳統中以男女為主的性概念，擴張到男男女女、動物及孩童，完全顛覆自然秩序。」[18]旅美學者江河清查閱《布宜諾斯艾利斯先驅報》報導原文，發現這項引用參考的內容僅提及「呼籲保障跨性別者權益」[19]，江河清揭露此事，並留言質疑「基督教媒體的下限究竟在哪？」[20]。然而另一則參考引用來源極右派刊物《新美國人》（The New American）一篇文章[21][a] 作者未有任何根據之看法，該作者認為聯合國支持多元性別（sexual diversity）最終會慢慢地令成年人對未成年性行為和人對動物的性行為合法。但是聯合國官方原文[22]未提及任何相關被指控之事，而且聯合國支持兒童權利，多個成員國亦傾向於支持動物權利，反對人類對動物以及兒童的剝削行為[23][24][25]。
- 2017年7月27日，風向新聞記者吳雯淇刊出報導「研究：同性戀者比異性戀面臨更大的健康危機」[26]，文中指出根據《美國醫學協會雜誌（JAMA）》調查研究，男同性戀、女同性戀和雙性戀有比異性戀更嚴重的健康問題，包括吸菸、喝酒及情緒問題，還稱其為「性傾向對健康的影響」。然而經旅美學者江河清[27][28][29]查閱原文報導[30]發現，研究者在研究報告原文中大篇幅強調同性戀族群的健康威脅最主要來自社會對性少數族群的性別歧視，但在風向新聞報導中卻隻字未提。

## 中國大陸封鎖
依據GreatFire測試，其網站在中國大陸被當局的網墻封鎖，即當地網民無法正常訪問該網站，2019年8月或更早起遭受封鎖至今。

## 資料來源
1. ↑  . 愛傳資訊媒體發展協會.   [2019-09-03]. （原始内容存档于2021-03-02）.
2. ↑  . 愛傳資訊媒體發展協會. 2017  [2018-08-16]. （原始内容存档于2021-01-16）.
3. 1 2 3  . 愛傳資訊媒體發展協會. 2017  [2018-08-16]. （原始内容存档于2021-01-16）.
4. 1 2 3 4 5 6 7  愛傳資訊媒體發展協會. . 愛傳資訊媒體發展協會. 2019  [2019-09-11]. （原始内容存档于2021-03-02）.
5. 1 2  愛傳資訊媒體發展協會. .   [2019-09-11]. （原始内容存档于2021-03-02）.
6. ↑  李遊博. . 2016-10-31  [2016-10-31]. （原始内容存档于2020-12-05）.
7. ↑  吳馨恩. . 關鍵評論網. 2016-11-05  [2016-11-05]. （原始内容存档于2019-05-08）.
8. ↑  吳雯淇. . 風向新聞. 2016-11-21  [2017-08-03]. （原始内容存档于2019-05-08）.
9. ↑  吳馨恩. . 蘋果日報. 2016-11-20  [2017-08-03]. （原始内容存档于2017-07-28）.
10. ↑  吳馨恩. . 吳馨恩. 2016-11-23  [2017-08-03]. （原始内容存档于2019-08-16）.
11. ↑  顏聖紘. . 台灣同志諮詢熱線. 2012-07-22  [2019-10-04].
12. ↑  謝婷婷. . 風向新聞. 2017-01-02  [2017-08-03]. （原始内容存档于2020-12-06）.
13. ↑  鍵盤科斗. . 下一代幸福聯盟. 2017-01-06  [2019-10-04]. （原始内容存档于2019-07-11）.
14. ↑  李遊博. . 風向新聞 | Kairos.news. 2017-03-11  [2017-07-28]. （原始内容存档于2020-09-23） （中文（臺灣））.
15. ↑  .   [2017-08-06]. （原始内容存档于2019-05-08）.
16. ↑  謝婷婷. . 風向新聞 | Kairos.news. 2017-04-06  [2017-07-28]. （原始内容存档于2019-05-07） （中文（臺灣））.
17. ↑  Alex Newman. . The New American.   [2017-08-06]. （原始内容存档于2020-06-28）.
18. ↑  謝婷婷. . 風向新聞 | Kairos.news. 2017-04-06  [2017-04-08]. （原始内容存档于2019-05-07） （中文（臺灣））.
19. ↑  . buenosairesherald.com.   [2017-04-08]. （原始内容存档于2018-10-09）.
20. ↑  . facebook.   [2017-04-08] （中文（简体））.
21. ↑  Alex Newman. . The New American,.   [2017-08-06]. （原始内容存档于2020-06-28）.
22. ↑  Vitit Muntarbhorn. . United Nations.   [2017-08-06]. （原始内容存档于2021-03-01）.
23. ↑  . globalmeat news. 2016-10-19  [2017-09-12]. （原始内容存档于2017-05-03）.
24. ↑  .   [2017-09-12]. （原始内容存档于2015-01-13）.
25. ↑  .   [2017-09-12]. （原始内容存档于2020-01-24）.
26. ↑  吳雯淇. . 風向新聞 | Kairos.news. 2017-07-27  [2017-07-28]. （原始内容存档于2019-05-07） （中文（臺灣））.
27. ↑  . facebook.   [2017-07-28] （中文（简体））.
28. ↑  想想論壇. .   [2017-08-07]. （原始内容存档于2021-01-28）.
29. ↑  端傳媒. .   [2017-08-09]. （原始内容存档于2021-05-17）.
30. ↑  Fr. Mark Hodges. . LifeSiteNews.   [2017-07-28]. （原始内容存档于2021-05-06） （美国英语）.
31. ↑  . zh.greatfire.org.   [2022-11-16]. （原始内容存档于2022-11-16）.

## 外部連結
- 官方网站